# 1952-es Formula–1 holland nagydíj
Az 1952-es Formula–1-es világbajnokság hetedik futama a holland nagydíj volt.

## Futam
Új helyszínnel bővült a versenynaptár, a holland nagydíjjal, amit a Zandvoorti pályán rendeztek. Alberto Ascari újra pole-pozícióból indult, rajt-cél győzelmet aratott, miközben a leggyorsabb kört is megfutotta. Ascari száz százalékos versenyévadot mondhatott a magáénak, mind a hat versenyt, amin elindult Európában, megnyerte, övé volt mind a hat alkalommal a pole-pozíció és a leggyorsabb kör is.
Fontos volt viszont ez a verseny a második és harmadik hely sorsa miatt. Taruffi 22 ponttal rendelkezett, Farina viszont csak 18-cal. Viszont Farina 3 verseny alatt gyűjtötte össze a pontjait, míg Taruffinak már négy versenyt számoltak. Döntő momentumnak bizonyult, hogy Taruffi nem vett részt a versenyen (Luigi Villoresi helyettesítette). Farina viszont a második lett Ascari mögött, ezzel két ponttal Taruffi elé került.
| Helyezés | Rajtszám | Versenyző                  | Csapat/Motor          | Körök | Idő/kiesés oka | Rajthely | Pont |
| -------- | -------- | -------------------------- | --------------------- | ----- | -------------- | -------- | ---- |
| 1        | 2        | Alberto Ascari             | Ferrari               | 90    | 2:53'28,5      | 1        | 9    |
| 2        | 4        | Nino Farina                | Ferrari               | 90    | + 40,1         | 2        | 6    |
| 3        | 6        | Luigi Villoresi            | Ferrari               | 90    | + 1'34,4       | 4        | 4    |
| 4        | 32       | Mike Hawthorn              | Cooper-Bristol        | 88    | + 2 kör        | 3        | 3    |
| 5        | 10       | Robert Manzon              | Gordini               | 87    | + 3 kör        | 6        | 2    |
| 6        | 12       | Maurice Trintignant        | Gordini               | 87    | + 3 kör        | 5        |      |
| 7        | 28       | Duncan Hamilton            | HWM-Alta              | 85    | + 5 kör        | 10       |      |
| 8        | 26       | Lance Macklin              | HWM-Alta              | 84    | + 6 kör        | 9        |      |
| 9        | 16       | Chico Landi Jan Flinterman | Maserati              | 83    | + 7 kör        | 16       |      |
| Ki       | 34       | Ken Wharton                | Frazer-Nash-Bristol   | 76    | Kerékcsapágy   | 7        |      |
| Ki       | 36       | Stirling Moss              | ERA                   | 73    | Motor          | 18       |      |
| Ki       | 30       | Dries van der Lof          | HWM-Alta              | 70    | Ismeretlen     | 14       |      |
| Ki       | 22       | Ken Downing                | Connaught-Lea-Francis | 27    | Olajnyomás     | 13       |      |
| Ki       | 24       | Charles de Tornaco         | Ferrari               | 19    | Motor          | 17       |      |
| Ki       | 14       | Paul Frère                 | Simca-Gordini-Gordini | 15    | Kuplung        | 11       |      |
| Ki       | 8        | Jean Behra                 | Gordini               | 10    | Elektronika    | 6        |      |
| Ki       | 20       | Jan Flinterman             | Maserati              | 7     | Differenciálmű | 15       |      |
| Ki       | 18       | Gino Bianco                | Maserati              | 4     | Tengely        | 12       |      |

## Statisztikák
Vezető helyen:
- Alberto Ascari: 90 kör (1-90)

Alberto Ascari 7. győzelme, 5. (R) mesterhármasa. 
- Ferrari 9. győzelme

Egy autóval: 16-os kocsival Chico Landi 43 kör, Jan Flinterman 40 kör.